# 히가시오이와케 신호장
히가시오이와케역(일본어: 東追分駅)은 일본 홋카이도 유후쓰 군 아비라정에 위치한 홋카이도 여객철도 세키쇼 선의 철도역, 상대식 승강장 2면 2선의 구조를 갖춘 신호장이다. 여객 영업을 할 당시의 역 번호는 K16이다.

## 역 주변
- 홋카이도도 462호 가와바타 오이와케 선

## 역사
- 1965년 3월 1일 : 일본국유철도의 역으로서 개업. 여객 취급만.
- 1981년 6월 1일 : 거리 이전 개정.
- 1987년 4월 1일 : 일본국유철도 분할 민영화에 의해, 홋카이도 여객철도가 승계.
- 2012년 2월 16일 : 20시 50분 경, 구시로 화물 역 발 삿포로 화물 터미널 행 화물열차 16량 편성이 정지신호를 지나 통과해, 안전측선으로 진입해서 탈선하는 사고가 발생했다. 19일 오후부터 운행이 재개되었다.
- 2016년 3월 26일 : 이용객 감소와 시간표 개정에 따라 여객 영업을 종료하고 신호장으로 격하.[1]

## 인접 역
| 홋카이도 여객철도 세키쇼 선     | 홋카이도 여객철도 세키쇼 선 | 홋카이도 여객철도 세키쇼 선 |
| ------------------------------- | --------------------------- | --------------------------- |
| K 15 오이와케 미나미치토세 방면 | ■ 세키쇼 선                 | 가와바타 K 17 신토쿠 방면   |

## 참고 사항
1. ↑  “ja: 八雲・鷲ノ巣、安平・東追分、根室・花咲　ＪＲ、３駅廃止を伝達　小幌駅は存続へ協議” [JR announces closure of 3 stations (Washinosu in Yakumo, Higashi-Oiwake in Abira, Hanasaki in Nemuro) - Discussions to keep Koboro Station open]. 《Doshin Web》 (일본어). Japan: The Hokkaido Shimbun Press. 2015년 9월 2일에 원본 문서에서 보존된 문서. 2015년 9월 2일에 확인함.